# Senotainia smithersi
Senotainia smithersi är en tvåvingeart som beskrevs av Zumpt 1961. Senotainia smithersi ingår i släktet Senotainia och familjen köttflugor.
Artens utbredningsområde är Zimbabwe. Inga underarter finns listade i Catalogue of Life.